# Dendrocephalus sarmentosus
Dendrocephalus sarmentosus är en kräftdjursart som beskrevs av Pereira och Denton Belk 1987. Dendrocephalus sarmentosus ingår i släktet Dendrocephalus och familjen Thamnocephalidae. Inga underarter finns listade i Catalogue of Life.